# Az országúti kerékpározás olimpiai bajnokainak listája

Az alábbiakban az országúti kerékpársport olimpiai bajnokait ismertetjük.

## Férfiak
| Év, helyszín        | Mezőnyverseny, egyéni        | Mezőnyverseny, egyéni | Mezőnyverseny, csapat                                                    | Mezőnyverseny, csapat | Időfutamverseny, egyéni | Időfutamverseny, egyéni | Időfutamverseny, egyéni |
| ------------------- | ---------------------------- | --------------------- | ------------------------------------------------------------------------ | --------------------- | ----------------------- | ----------------------- | ----------------------- |
| 1896 Athén          | Arisztidisz Konsztantinidisz | Görögország           |                                                                          |                       |                         |                         |                         |
| 1912 Stockholm      | Rudolph Lewis                | Dél-Afrika            | Erik Friborg, Ragnar Malm, Axel Persson, Algot Lönn                      | Svédország            |                         |                         |                         |
| 1920 Antwerpen      | Harry Stenqvist              | Svédország            | Fernand Canteloube, Georges Detraille, Achille Souchard, Marcel Gobillot | Franciaország         |                         |                         |                         |
| 1924 Párizs         | Armand Blanchonnet           | Franciaország         | Armand Blanchonnet, René Hamel, Georges Wambst                           | Franciaország         |                         |                         |                         |
| 1928 Amszterdam     | Henry Hansen                 | Dánia                 | Henry Hansen, Leo Nielsen, Oving Orla Jørgensen                          | Dánia                 |                         |                         |                         |
| 1932 Los Angeles    | Attilio Pavesi               | Olaszország           | Attilio Pavesi, Guglielmo Segato, Giuseppe Olmo                          | Olaszország           |                         |                         |                         |
| 1936 Berlin         | Robert Charpentier           | Franciaország         | Robert Charpentier, Guy Lapébie, Robert Dorgebray                        | Franciaország         |                         |                         |                         |
| 1948 London         | José Beyaert                 | Franciaország         | Lode Wouters, Léon Delathouwer, Eugène van Roosbroeck                    | Belgium               |                         |                         |                         |
| 1952 Helsinki       | André Noyelle                | Belgium               | André Noyelle, Robert Grondelaers, Lucien Victor                         | Belgium               |                         |                         |                         |
| 1956 Melbourne      | Ercole Baldini               | Olaszország           | Arnaud Geyre, Maurice Moucheraud, Michel Vermeulin                       | Franciaország         |                         |                         |                         |
| 1960 Róma           | Viktor Kapitonov             | Szovjetunió           | Antonio Bailetti, Ottavio Cogliati, Giacomo Fornoni, Livio Trapé         | Szovjetunió           |                         |                         |                         |
| 1964 Tokió          | Mario Zanin                  | Olaszország           | Evert Dalman, Gerben Karstens, Johannes Pieterse, Hubertus Zoet          | Hollandia             |                         |                         |                         |
| 1968 Mexikóváros    | Pierfranco Vianelli          | Olaszország           | Pijnen Marinus, Fedor den Hertog, Jan Krekels, Gerardus Zoetemelk        | Hollandia             |                         |                         |                         |
| 1972 München        | Hennie Kuiper                | Hollandia             | Borisz Suhov, Valerij Jardi, Gennagyij Komnatov, Valerij Lihacsev        | Szovjetunió           |                         |                         |                         |
| 1976 Montréal       | Bernt Johansson              | Svédország            | Anatolij Csukanov, Valerij Csapligin, Vlagyimir Kaminszkij, Aavo Pikkuus | Szovjetunió           |                         |                         |                         |
| 1980 Moszkva        | Szergej Szuhorucsenkov       | Szovjetunió           | Anatolij Jarkin, Jurij Kasirin, Oleg Logvin, Szergej Selpakov            | Szovjetunió           |                         |                         |                         |
| 1984 Los Angeles    | Alexi Grewal                 | USA                   | Marcello Bartalini, Marco Giovannetti, Eros Poli, Claudio Vandelli       | Olaszország           |                         |                         |                         |
| 1988 Szöul          | Olaf Ludwig                  | NDK                   | Uwe Ampler, Mario Kummer, Maik Landsmann, Jan Schur                      | NDK                   |                         |                         |                         |
| 1992 Barcelona      | Fabio Casartelli             | Olaszország           | Bernd Dittert, Christian Meyer, Uwe Peschel, Michael Rich                | Németország           |                         |                         |                         |
| 1996 Atlanta        | Pascal Richard               | Svájc                 |                                                                          |                       | Miguel Indurain         | Spanyolország           |                         |
| 2000 Sydney         | Jan Ullrich                  | Németország           |                                                                          |                       | Vjacseszlav Jekimov     | Oroszország             |                         |
| 2004 Athén          | Paolo Bettini                | Olaszország           |                                                                          |                       | Tyler Hamilton          | USA                     |                         |
| 2008 Peking         | Samuel Sánchez               | Spanyolország         |                                                                          |                       | Fabian Cancellara       | Svájc                   |                         |
| 2012 London         | Alekszandr Vinokurov         | Kazahsztán            |                                                                          |                       | Bradley Wiggins         | Nagy-Britannia          |                         |
| 2016 Rio de Janeiro | Greg Van Avermaet            | Belgium               |                                                                          |                       | Fabian Cancellara       | Svájc                   |                         |

## Nők
| Év, helyszín        | Mezőnyverseny, egyéni         | Mezőnyverseny, egyéni | Időfutamverseny, egyéni       | Időfutamverseny, egyéni | Időfutamverseny, egyéni |
| ------------------- | ----------------------------- | --------------------- | ----------------------------- | ----------------------- | ----------------------- |
| 1984 Los Angeles    | Connie Carpenter-Phinney      | USA                   |                               |                         |                         |
| 1988 Szöul          | Monique Knol                  | Hollandia             |                               |                         |                         |
| 1992 Barcelona      | Kathryn Watt                  | Ausztrália            |                               |                         |                         |
| 1996 Atlanta        | Jeannie Longo-Ciprelli        | Franciaország         | Zulfija Zabirova              | Oroszország             |                         |
| 2000 Sydney         | Leontien van Moorsel-Zijlaard | Hollandia             | Leontien van Moorsel-Zijlaard | Hollandia               |                         |
| 2004 Athén          | Sara Carrigan                 | Ausztrália            | Leontien van Moorsel-Zijlaard | Hollandia               |                         |
| 2008 Peking         | Nicole Cook                   | Nagy-Britannia        | Kristin Armstrong             | USA                     |                         |
| 2012 London         | Marianne Vos                  | Hollandia             | Kristin Armstrong             | USA                     |                         |
| 2016 Rio de Janeiro | Anna van der Breggen          | Hollandia             | Kristin Armstrong             | USA                     |                         |